# Hans-Dietrich Disselhoff
Hans-Dietrich Disselhoff, eigentlich Johannes-Dietrich Disselhoff (* 8. Dezember 1899 in Trebbin, Kreis Teltow; † 16. Dezember 1975 in Berlin), war ein deutscher Ethnologe, Altamerikanist, Kulturhistoriker und Literaturwissenschaftler. Er hat viele Fachbücher über Indianer-Kulturen in Süd- und Zentralamerika verfasst. Von 1954 bis 1970 war Disselhoff Direktor des Museums für Völkerkunde in West-Berlin.

## Leben
Nach der Reifeprüfung am Berliner Humboldt-Gymnasium 1918 diente er noch kurze Zeit im Ersten Weltkrieg als Seekadett in der kaiserlichen Marine. Nach dem Krieg schloss er sich dem Freikorps Loewenfeld an.
Disselhoff studierte ab 1919 zunächst an der Bergakademie Freiberg (Sachsen), wandte sich dann aber der Kunstgeschichte, Völkerkunde und Romanistik zu und setzte das Studium an den Universitäten Freiburg im Breisgau, München, Göttingen und Berlin fort. Während der Wirtschaftskrise musste er das Studium aus Geldmangel unterbrechen. Er arbeitete er als Gärtner, Deutschlehrer und Heizer in Argentinien (1923–1925), Spanien (1925–1927) und Mexiko (1927–1928, in Colima) und betrieb daneben Feldstudien über südamerikanische und indianische Kultur.  Erst 1929 konnte er das Studium in Würzburg wieder aufnehmen, wo er 1930 mit einer Arbeit über Die Landschaft in der mexikanischen Lyrik bei Adalbert Hämel zum Dr. phil. promovierte.
Nach der Promotion folgten erste Ausgrabungen im Nordwesten Mexikos (1930) und Tätigkeit am Völkerkundemuseum in Berlin (1931 Volontär, 1934 Assistent, 1940 Kustos). Eine Forschungsreise im Auftrag des Museums führte ihn 1937–1939 nach Peru und Ecuador.
Im Jahre 1936 heiratete er Johanna von Freydorf. Während des Zweiten Weltkriegs diente er ab 1940 als Offizier in der Kriegsmarine. 
1948 wurde er wissenschaftlicher Mitarbeiter des Museums für Völkerkunde in München. Nach einer zweiten Reise nach Peru (1953) wurde er 1954 zum Direktor des West-Berliner Völkerkundemuseums ernannt. 1955 konnte das Museum in provisorisch hergerichteten Räumen wiedereröffnet werden.
Hans-Dietrich Disselhoff starb, nur eine Woche nach seinem 76. Geburtstag, im Jahr 1975 in Berlin und wurde auf dem Friedhof Dahlem beigesetzt. Das Grab ist nicht erhalten.

## Schriften (Auswahl)
- Die Landschaft in der mexikanischen Lyrik. Herausgegeben von Dr. Arthur Franz und Dr. Adalbert Hämel. Verlag Max Niemeyer, Halle 1931 (Dissertation).
- Altamerikanische Kulturen. In: Saeculum, Bd. 1, 1950, 137–164. ISSN 0080-5319
- Tahucutinsuyu – Das Reich der Inka. In: Saeculum 2, 1951, 76–113. ISSN 0080-5319
- Das Alte und Neue Reich der Maya. In: Saeculum 2, 1951, 529–556. ISSN 0080-5319
- Gott muss Peruaner sein. Archäologische Abenteuer zwischen Stillem Ozean und Titicacasee. Verlag F. A. Brockhaus, Wiesbaden 1956.
- Geschichte der Altamerikanischen Kulturen. 2. Auflage. Verlag R. Oldenbourg, München 1967.
- mit Otto Zerries: Die Erben des Inkareiches und die Indianer der Wälder. In: Völkerkunde der Gegenwart: Südamerika. 1974.